# 国防義勇軍
国防義勇軍（こくぼうぎゆうぐん、英語: Territorial Force, Territorial Army (TA), Territorial and Army Volunteer Reserve (TAVR)）とは、イギリス陸軍の予備役組織のひとつ。2014年以降は単に陸軍予備役（英: The Army Reserve）と称されるようになった。
常備軍の予備役が現役期間終了後の元兵士から構成されているのと異なり、非常勤の志願兵から構成されている。日本においては、予備自衛官等（即応予備自衛官、狭義の予備自衛官、公募予備自衛官、予備自衛官補）のうち、公募された予備自衛官補および彼らが教育・訓練を経て予備自衛官に任官される公募予備自衛官がそれに近い。国家総力戦時には国王大権に基づき常備軍部隊に編入される。その歴史的起源は、コモン・ローに基づいて認められていた民兵と、ヨーマンリーと呼ばれる義勇兵に由来する。現在はイギリス陸軍の総兵力の約1/4を占めている。

## 歴史

### 起源

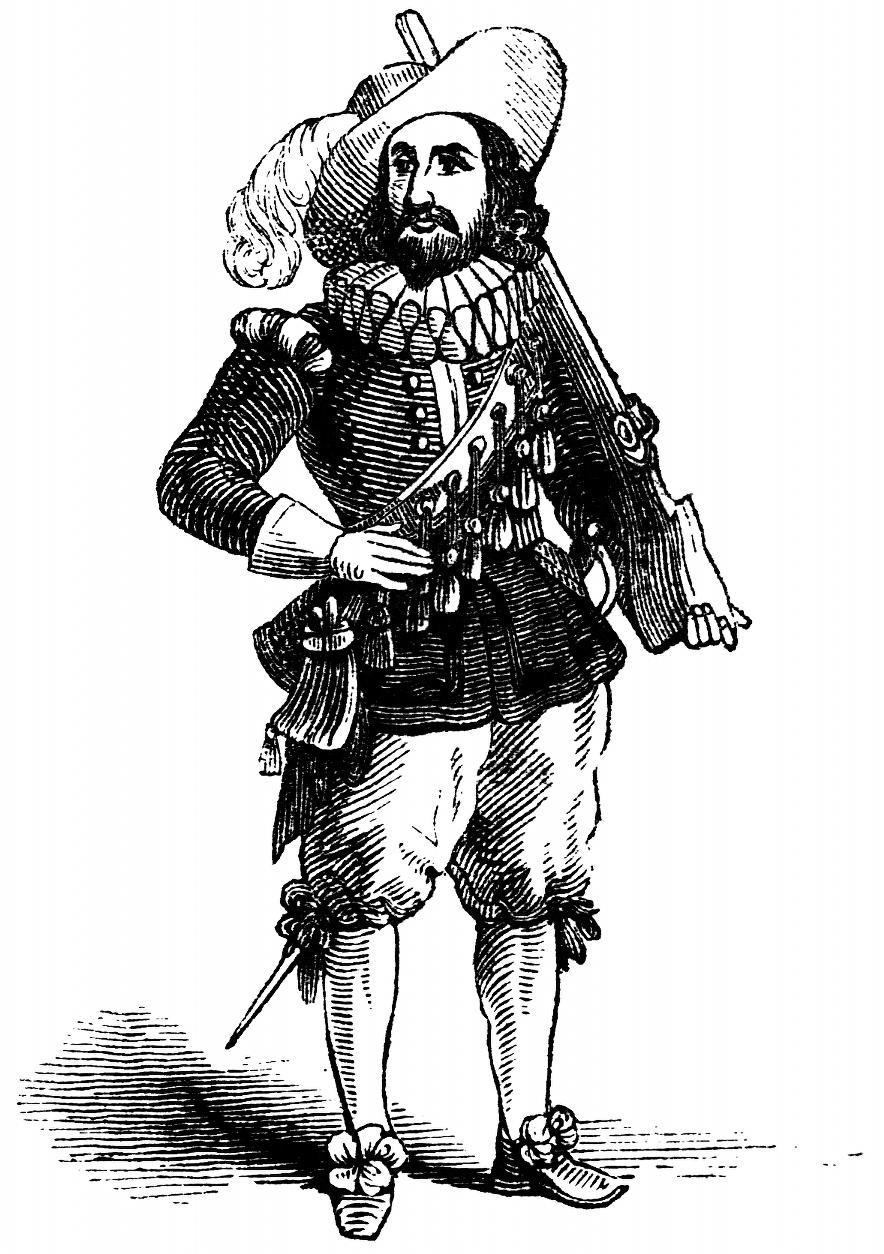
17世紀のイングランド民兵

アングロサクソン時代のイギリスでは、16歳から60歳までの健康な自由人男子は、地域のフュルド (Fyrd) と呼ばれる民兵組織に属することが義務付けられており、この制度はノルマン・コンクエスト以降も維持された。当初、この民兵組織は国防と治安維持の両方を担っていたが、行政組織が発達すると適用される法および管轄裁判所の相違が生まれたことから、13世紀中に両機能の区別が意識されるようになり、軍事機能を担うものが民兵（Militia）として分化し、また治安維持機能を担うものは後に民警団 (Posse comitatus) と呼ばれるようになっていった。
七年戦争中の1757年には本土防衛の必要から「1757年民兵法（The Militia Act 1757）」が制定され、35,000人の民兵が動員態勢に入って、常備軍に代わって本土防衛を行った。現在の国防義勇軍工兵の起源はこのときであるとされる。ナポレオン戦争中にも「1804年義勇兵法（Volunteer Act 1804）」の制定で義勇兵団が組織され、同様の防衛体制がとられた。
また1790年代には、フランス革命及びナポレオン・ボナパルトの台頭を受け、ヨーマンと呼ばれる富農層によってヨーマンリーと称される義勇騎兵部隊が組織された。これらは七年戦争やナポレオン戦争時に本土の警備を担当するなどしており、1797年2月に現在のところ歴史上最後のイギリス本土への外国軍上陸が発生した際（英語版）には、キャッスルマーチン・ヨーマンリー騎兵団が、上陸したフランス軍を撃退した。
1854年にクリミア戦争が勃発すると、イギリス陸軍は常備軍の深刻な兵力不足に見舞われた。常備軍はイギリス帝国各地の植民地に部隊を駐留させなければならず、兵力が分散してしまっていたためである。常備軍の不足を補うために民兵やヨーマンリーを動員することになったが、内務省管轄下であることから様々な混乱が生じてしまった。その後もフランスとの対立やイタリア統一戦争などから軍事的緊張が高まって、有力な予備軍組織の必要が増したため、1859年に陸軍省管轄下の義勇軍（Volunteer Force）が創設されることになった。この義勇軍は以前の1804年義勇兵法を根拠にしたもので、県知事の認可により部隊が設立され、平時には市民生活のかたわら一定の訓練を行い、有事には自弁で武装して動員されて常備軍同様の給与と軍法の適用を受けるものとされた。当初は小規模な部隊が乱立したが、次第に効率的な大隊規模に統一され、1862年には歩兵220個大隊など兵力16万人を数えた。実戦出動の経験もあり、1899年に起きた第二次ボーア戦争がその最後の事例となった。

### 国防義勇部隊への統合
1907年に、陸軍大臣のリチャード・ハルダン (Richard Haldane, 1st Viscount Haldane) の主導により、義勇軍とヨーマンリー、民兵を常備軍の予備兵力として統合する再編計画「1907年国防予備軍法（Territorial and Reserve Forces Act 1907）」が制定された。これは第二次ボーア戦争でまたも発生した常備軍の兵力不足の経験から、より機能的かつ大規模な予備兵力の必要が認識され立案されたものである。第二次ボーア戦争では、前述の義勇軍のほか、ヨーマンリーの人員を基幹に海外派遣部隊としたインペリアル・ヨーマンリーなども出動し、すでに1901年にはヨーマンリー全てをインペリアル・ヨーマンリーへと種別変更する措置もとられていたが、なお不十分と考えられたのであった。

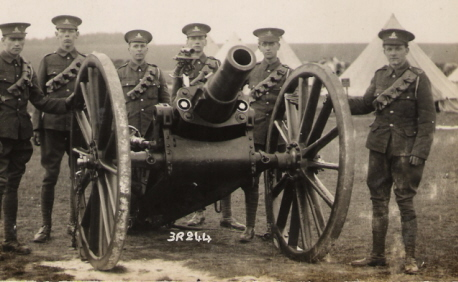
第一次世界大戦前に撮影された、国防義勇部隊の5インチ榴弾砲砲手たち

この計画に基づき、1908年4月1日に国防義勇部隊（テリトリアル部隊、Territorial Force、TF）が創設され、従来の義勇軍・ヨーマンリー・民兵が統合された。創設時の編制は、歩兵師団14個とヨーマンリー騎兵旅団14個であった。所属する歩兵大隊207個は常備軍の連隊の管理下に置かれ、例えばロイヤル・スコット連隊の第4大隊から第10大隊は国防義勇部隊の系列である。国防義勇部隊の任務は、第一義的には戦時における本土防衛と定められ、原則として海外への派遣は行わないものとされた。他方で、志願があれば部隊や個人での海外任務も可能であった。1910年の時点では海外派遣志願者は1割以下にとどまった。
1914年8月に第一次世界大戦が勃発すると海外派遣の必要が増し、これに応じて同月中に70個以上の大隊がフランス派遣を志願した。また、海外派遣用の第2線大隊が従来の大隊ごとに増設され、例えば既存のイースト・サリー連隊第5大隊は第1/5大隊に改名し、増設大隊は第2/5大隊というように命名された。師団も同様に増設され、例えばウェセックス師団は第2線大隊から構成される第2ウェセックス師団を新編しており、後に第45師団と改名させている。これらの新設師団は当初はエジプトやインドなど植民地の警備に送られたが、消耗した常備軍部隊と交代して1915年以降には西部戦線の前線へと展開した。第1線大隊が海外派遣された後には、第2線大隊を自由に運用できるように、さらに後詰の第3線大隊が増設された例も多く、終戦時には全部で692個の歩兵大隊を有するに至った。第3線大隊のほとんどなど本国に残った部隊は、新兵の訓練と本土の警備を行っている。
もっとも、国防義勇部隊の遠征能力には疑問が抱かれ、陸軍大臣ホレイショ・キッチナーは新たな志願兵部隊であるキッチナー陸軍を創設している。国防義勇部隊の消耗が進むと、キッチナー陸軍からの補充や新規徴集が増加したため、国防義勇部隊の独自性は薄れていった。

### 国防義勇軍への再編
第一次世界大戦の終結後、1920年初めから国防義勇部隊への新たな志願兵募集が始まり、同年2月に再編成が完了した。その後、1921年10月1日をもって、国防義勇部隊は国防義勇軍（Territorial Army）へと公式に改称した。
再編成された国防義勇軍では、師団数は創設時の14個が維持されたものの、歩兵大隊数は削減されて40組の統廃合が命じられた。騎兵部門であるヨーマンリーも大幅な削減対象となり、55個のヨーマンリー騎兵連隊のうち、歴史の古い14個のみが乗馬騎兵として残された。残りのヨーマンリー連隊は、装甲車部隊や砲兵隊に改編されるか、解隊された。1922年の軍縮でも部隊規模の縮小が行われ、砲兵中隊の砲数が6門から4門に減らされるなどしたが、新たにロンドンの防衛を担う防空旅団2個が創設された。

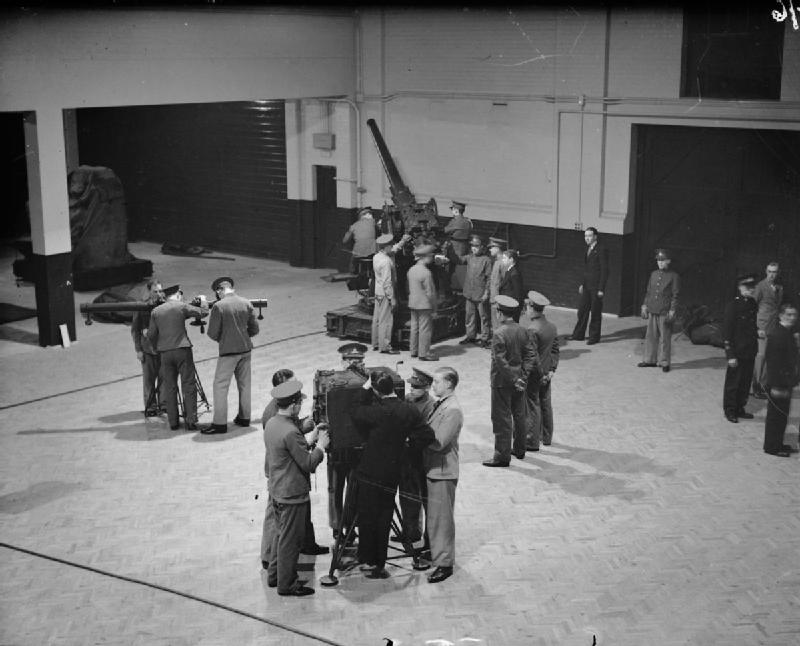
屋内で3インチ高射砲や距離計・射撃統制装置の操作訓練を受ける国防義勇軍兵士（1938年）

1932年に、本土の沿岸防衛が国防義勇軍の専権となり、各地の要塞部隊の強化が行われた。防空用のサーチライトの設置などが実施されている。
1938年9月のミュンヘン危機の際には、防空部隊が動員された。翌1939年3月にチェコスロバキアがドイツに制圧されたのに対応して、同月29日に国防義勇軍は再び第2線部隊の編成を行い、その兵力は44万人に倍増した。うち野戦部隊は13万人から34万人に増えて26個師団編制となり、防空部隊には残り10万人が配属された。8月下旬から9月にかけて各部隊は動員態勢に入り、第二次世界大戦中は各地で常備軍部隊とともに実戦参加した。ノルウェーに派遣された第49師団の第146旅団と第148旅団や、シンガポールの戦いに加わった第18師団などが知られる。

### 第二次世界大戦後
1945年に日本が降伏すると、国防義勇軍は再び縮小され、第2線師団のすべてと第1線師団の一部が解隊された。
その後1947年に全体的な組織再編が行われ、解隊された第1線師団の一部を復活させ、北アイルランドにも初の部隊を新設するなどした。組織再編の結果、国防義勇軍は2個の機甲師団と6個の歩兵師団、数個の歩兵師団と1個の沿岸旅団を有することになり、このほか国防義勇軍の人員のみで組織された第16空挺師団も誕生した。イギリス本土の対空部隊の大半もその指揮下に入った。
1950年代半ばから、国防義勇軍は兵力削減と権限縮小が続いた。1955年に防空司令部と15個高射連隊が廃止され、別に9個高射連隊が地対空ミサイル部隊と交代するために休止状態に入った。沿岸砲兵部隊も1956年に解散する。装甲軍団は9個機甲連隊と11個偵察連隊に統廃合され、一部は歩兵化された。第16空挺師団も第44パラシュート旅団群に縮小されている。1957年度国防白書に基づいて実施された1960年～1961年の陸軍大再編でも部隊削減が進み、隷下戦闘部隊は266個から195個に減った。
1966年国防白書に基づき、1967年には国防義勇軍そのものも国防義勇予備軍（Territorial Army and Volunteer Reserve、TAVR）へと改組された。これにより従来の師団・連隊は全て廃止され、新たに以下の4部門が創設された。TAVR IとTAVR IIは義勇隊（Volunteers）、TAVR IIIは本土部隊（Territorials）として知られる。
- TAVR I - あらゆる任務に対応可能な部隊。
- TAVR II - NATOの任務に参加する部隊。主にイギリス陸軍ライン軍団の支援。
- TAVR III - 本土防衛部隊。1969年に、TAVR IIの後援組織として各部隊に8名の基幹要員を残したのを除き、廃止。
- TAVR IV - 軍楽隊と大学での士官教育課程の維持。

1982年4月に国防義勇軍の名称が復活し、若干の増強が行われた。連隊組織も復活したが、戦略単位としてはかつてのような師団よりも旅団が多くなった。その機能もかつてのような独自の師団を編成する予備軍ではなく、大隊規模の予備役部隊や医療要員、憲兵などを常備軍に供給することへと変わった。
第二次世界大戦後に国防義勇軍の部隊が経験した実戦は、朝鮮戦争やスエズ動乱など多数が挙げられる。その後、常備軍や時の政府からは国防義勇軍の戦力価値・遠征能力を疑問視されることもあったが、フォークランド紛争や湾岸戦争では国防義勇軍は十分に機能し、実績を残した。湾岸戦争中には205個のスコットランド陸軍病院（Scottish General Hospital）を動員し、サウジアラビアのリヤドに1個の部隊として展開させている。

## 現在の国防義勇軍

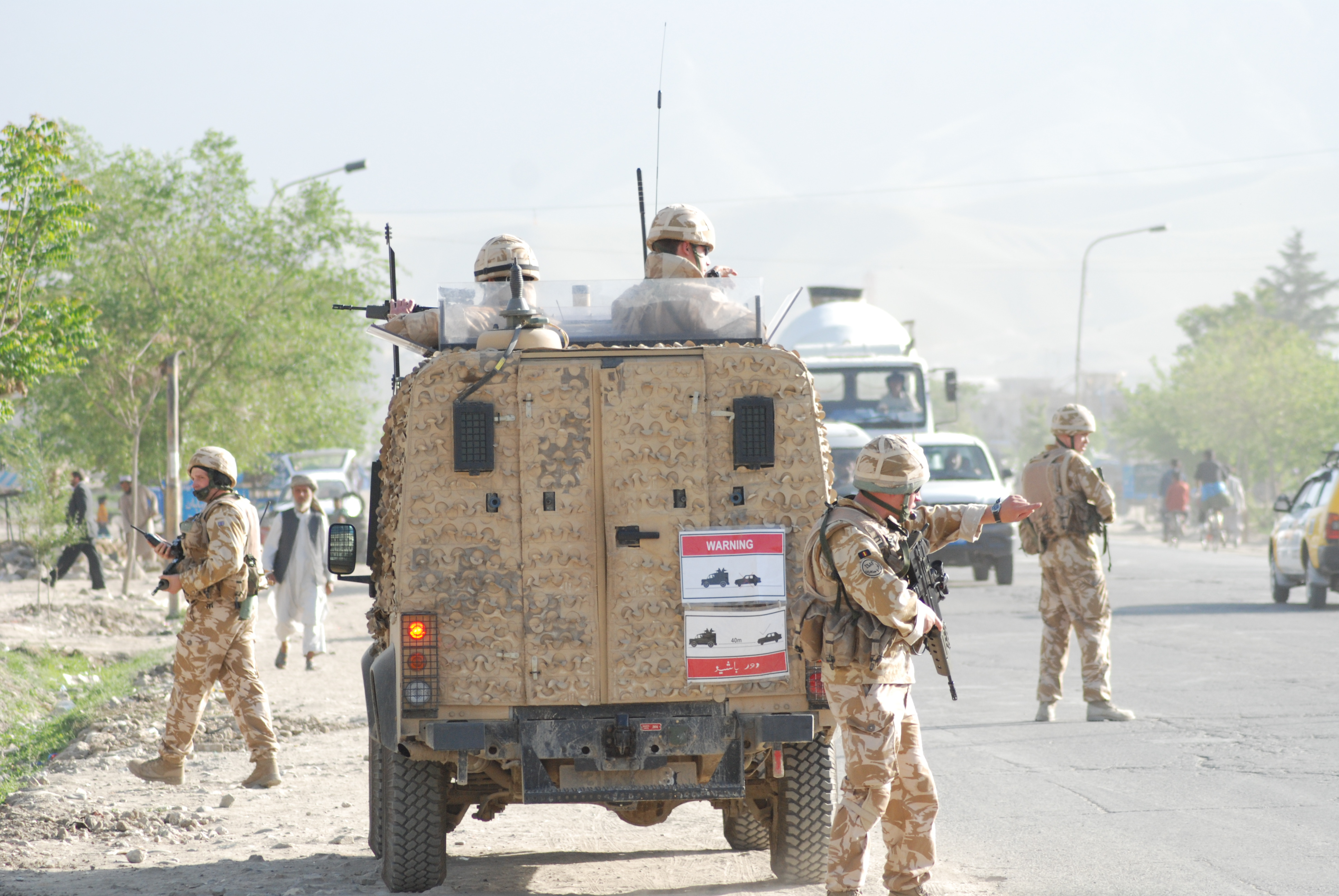
アフガニスタンに派遣されたロイヤル・アングリアン連隊第3大隊。

1997年に労働党政権下で策定された戦略的防衛の見直し（SDR）により、国防義勇軍も縮小がされている。1998年時点では国防義勇軍の総兵力は56,200人だったものが、2006年には定数42,000人となっており、しかも志願者の減少から実数は2009年時点で35,000人となっている。部隊数も減少し、最も変動した歩兵の場合、87個中隊からなる33個大隊だったのが、67個中隊で15個大隊に減らされた。その後2009年初頭には歩兵14個大隊と4個機甲連隊など83主要部隊となっている。
組織の性格は、もとの「最後の頼みの綱」という位置づけから、「最初に動員する予備役」へと変わっている。2003年のイラク戦争での侵攻作戦には、6,900人が国防義勇軍から動員され、常備軍予備役からは420人のみであったのと対照的である。現在もイラクやアフガニスタン、バルカン半島で毎年約1,200人の国防義勇軍将兵が海外任務に就いている。派遣期間は通常6ヶ月に限定され、3年間を通じて12ヶ月を超える海外任務は負わない運用となっている。

## 募集・教育・訓練

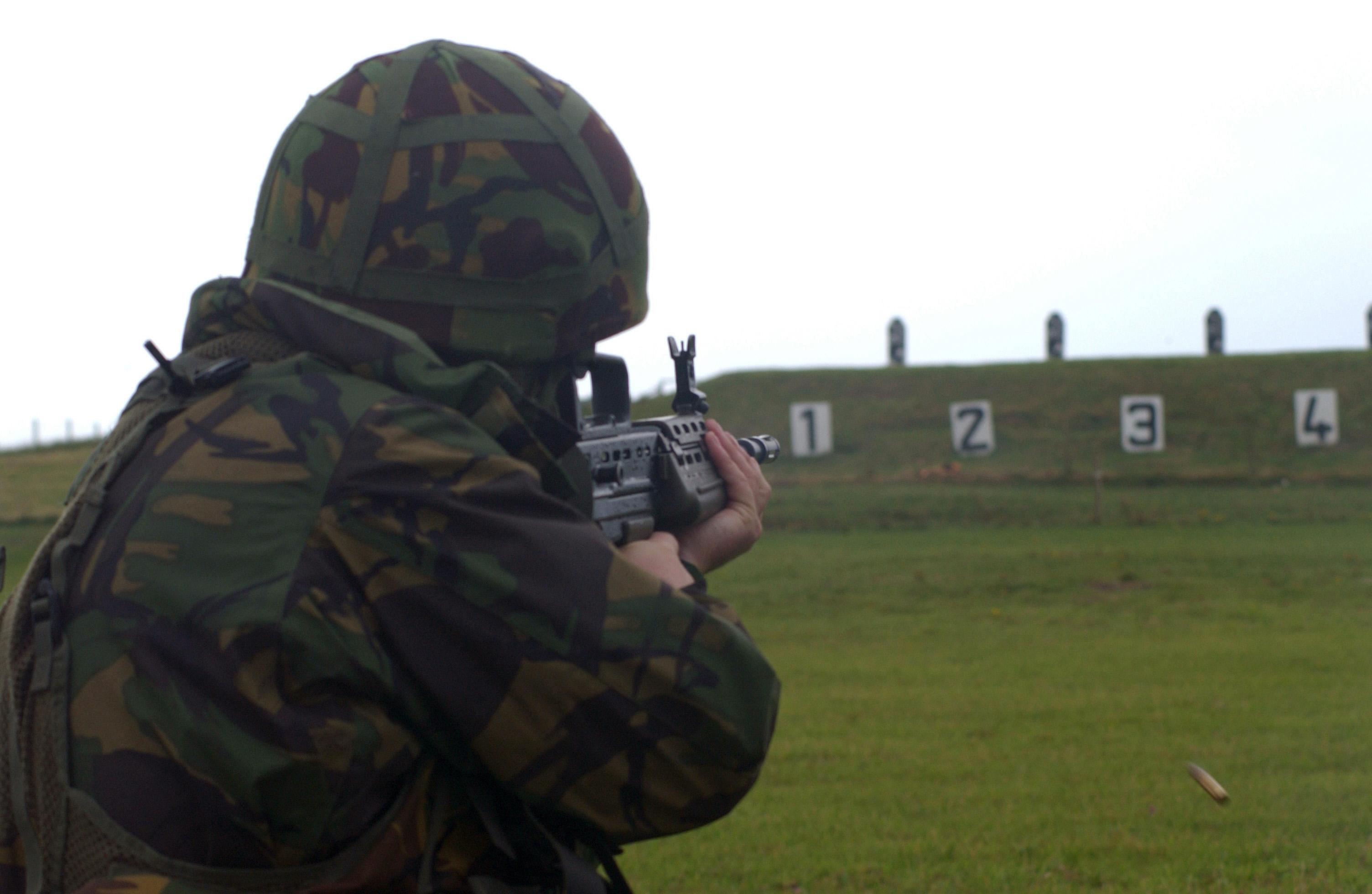
射撃訓練中の国防義勇軍兵士。

国防義勇軍の部隊は3つの種別に分かれており、人員募集の範囲が異なっている。
- 地域部隊（Regional Units） - 所在地域からのみ入隊者を募集する。大半の部隊はこの分類にあたる。
- 全国部隊（National Units） - 全国から入隊者を募集する。通信・情報・医療などの特技部隊に見られる。
- 後援組織（Sponsored Units）

それぞれ入隊から原則として5年の間、有事の動員に応じる義務が課されることになる。
入隊した兵員は、まず全員が基礎訓練を受け、その後に軍務に有益な職能訓練を受けることができる。地域部隊の場合、基礎訓練は各地の地域訓練センターで行われ、週末訓練と2週間の最終合宿を合わせて通常は1年がかりとなる。常備軍の現役兵教官からも指導が行われる。全国部隊の場合には中央の施設での訓練となり、2週間の集中訓練が2回以上行われ、修了には1年～2年を要する。職能訓練は地域部隊の兵員でも内容により中央の施設で受講の機会があり、イギリス陸軍の公式ウェブサイトによると民間でも役立つような技能の習得が可能であるという。
国防義勇軍の下士官兵には毎年一定以上の日数の訓練が義務付けられているが、これも前記の部隊種別ごとに具体的内容が異なっている。地域部隊の兵員に対しては年間27日以上の訓練が課され、これには週末や平日退勤後の訓練のほか、2週間の年次合宿への参加義務が含まれる。ただし、常備軍への入隊経験者の場合には年間訓練日数は19日に短縮され、3年間は合宿も義務付けられない。全国部隊の所属の兵員に対しては、2週間の年次合宿を含む年間19日以上の訓練が義務となる。
士官については、全国で19個の大学士官教育隊（University Officer Training Corps）によって、各地の一般大学に士官教育課程が設けられている。